# كأس إفريقيا للأندية البطلة 1968
كأس أفريقيا للأندية البطلة 1968 هي النسخة 4 من دوري أبطال أفريقيا.
توج تي بي أنغليبيرت بالكأس على حساب ايتوال الطوغولي بعد الفوز عليه 6 ل 4 بمجموع نتيجتي الذهاب والإياب.

## الدور التمهيدي
| الفريق الأول         | إجم. | الفريق الثاني | مباراة الذهاب | مباراة الإياب |
| -------------------- | ---- | ------------- | ------------- | ------------- |
| الجيش الملكي         | O/W  | أوغيستينيوس   | -             | -             |
| نجم الكونغو          | O/W  | ميغتي بلاكبول |               |               |
| صومالي بوليس موقديشو | O/W  | كوسموبوليتانز |               |               |
| سيكتور 6             | 4-2  | اتحاد وغادوغو | 1-1           | 3-1           |

## الدور الأول
| الفريق الأول         | إجم. | الفريق الثاني   | مباراة الذهاب | مباراة الإياب |
| -------------------- | ---- | --------------- | ------------- | ------------- |
| الجيش الملكي         | 0-3  | فوير فرانس      | 0-2           | 0-1           |
| ستاسيونير            | 4-4  | كاب كواست       | 2-3           | 2-1           |
| أفريكا سبورتس        | 4-6  | تي بي أنغليبيرت | 0-2           | 4-4           |
| نجم الكونغو          | 6-4  | أوريكس دوالا    | 2-1           | 4-3           |
| ميغتي بارول          | 4-1  | كوناكرى 2       | 2-1           | 2-0           |
| صومالي بوليس موقديشو | 4-2  | نادي الموردة    | 1-1           | 3-1           |
| اتحاد وغادوغو        | 6-1  | ايتوال          | 4-1           | 2-0           |
| أ.ف.س ليوبار         | 2-4  | نادي سانت جورج  | 1-1           | 1-3           |

## ربع النهائي
| الفريق الأول    | إجم. | الفريق الثاني | مباراة الذهاب | مباراة الإياب |
| --------------- | ---- | ------------- | ------------- | ------------- |
| أ.ف.س ليوبار    | 3-4  | نادي الموردة  | 1-1           | 1-3           |
| تي بي أنغليبيرت | 0-5  | أوريكس دوالا  | 0-3           | 0-2           |
| الجيش الملكي    | 2-2  | ستاسيونير     | 0-1           | 2-1           |
| ايتوال          | 0-5  | كوناكرى 2     | 0-3           | 0-2           |

## نصف النهائي
| الفريق الأول    | إجم. | الفريق الثاني | مباراة الذهاب | مباراة الإياب |
| --------------- | ---- | ------------- | ------------- | ------------- |
| أ.ف.س ليوبار    | 4-2  | ايتوال        | 0-2           | 4-0           |
| تي بي أنغليبيرت | 2-4  | الجيش الملكي  | 1-1           | 1-3           |

## النهائي
| الفريق الأول     | إجم. | الفريق الثاني | مباراة الذهاب | مباراة الإياب |
| ---------------- | ---- | ------------- | ------------- | ------------- |
| تي بي أنغليبيرت] | 4-6  | ايتوال        | 0-5           | 4-1           |

## وصلات داخلية
- دوري أبطال أفريقيا